# Obor (mercato)
Il mercato di Obor è situato nel settore 2 di Bucarest, in un quartiere residenziale a nord-est del centro. Il mercato originale, abbattuto nell'agosto del 2007, era il maggiore e uno dei più vecchi mercati agro-alimentari dell'Europa dell'Est. Sul luogo dell'antico mercato, attualmente è stato costruito un edificio in stile centro commerciale, che ospita la gran parte delle attività commerciali.

## Note di storia del luogo

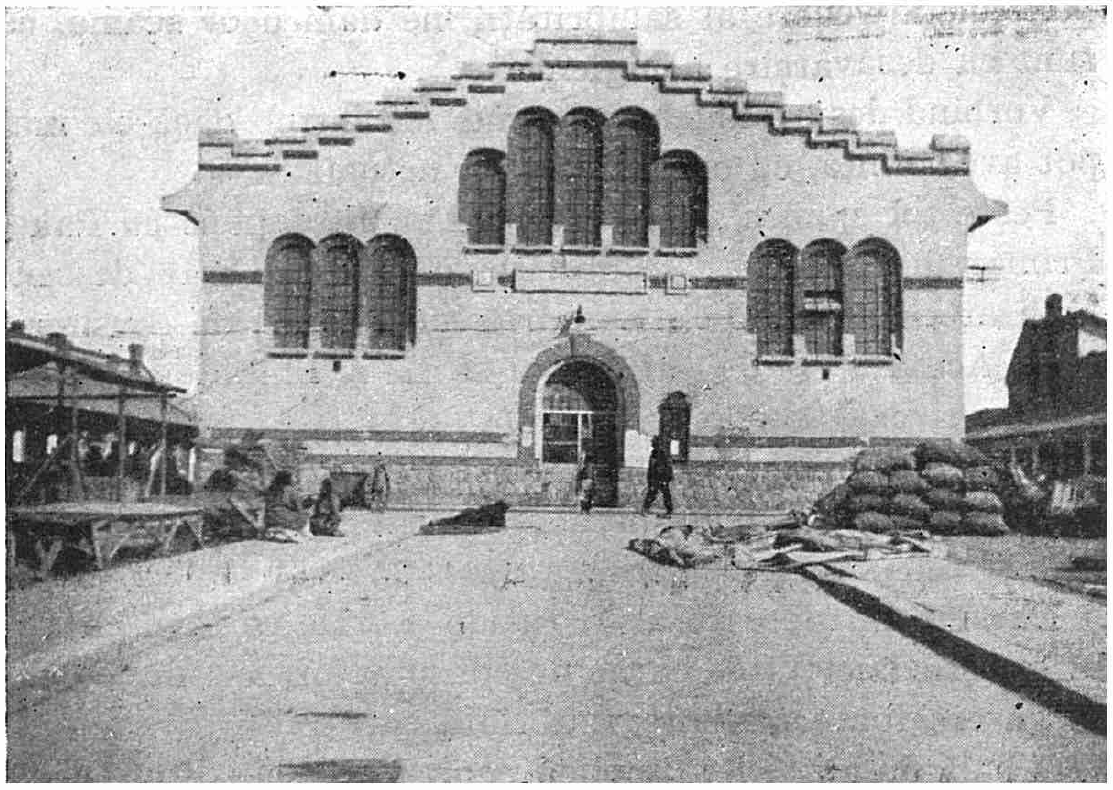
L'edificio del mercato nel 1910

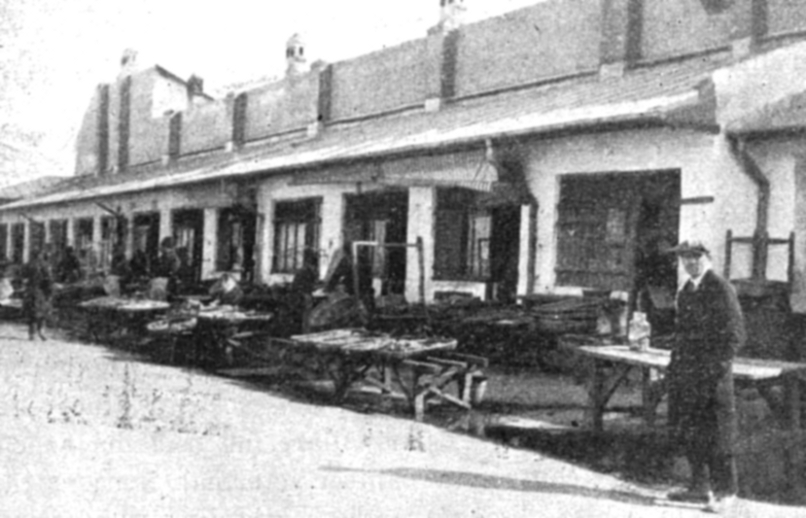
I banchi di vendita del pesce nel 1930

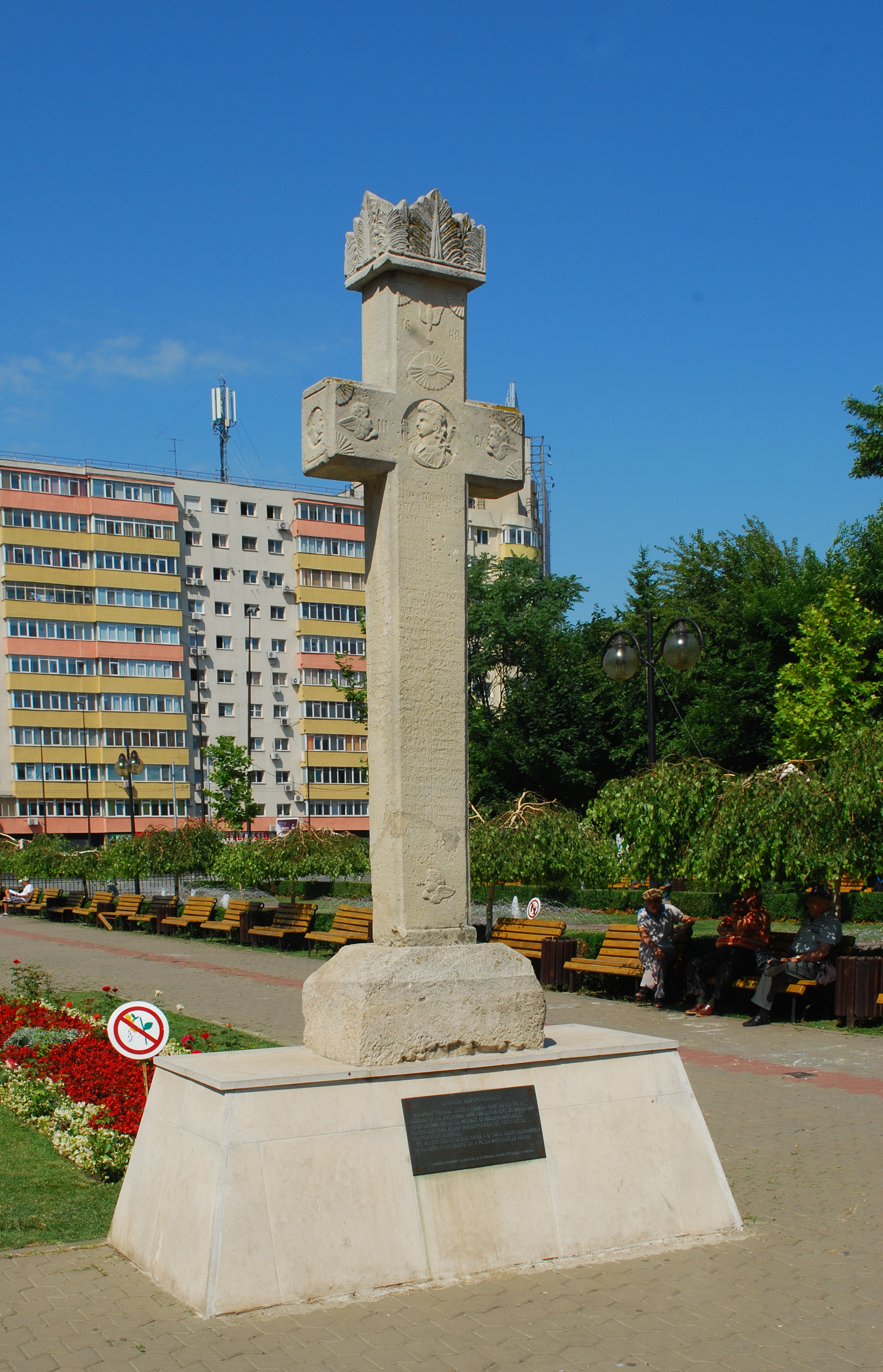
La croce dei mercanti, spostata nella nuova posizione

## Galleria d'immagini

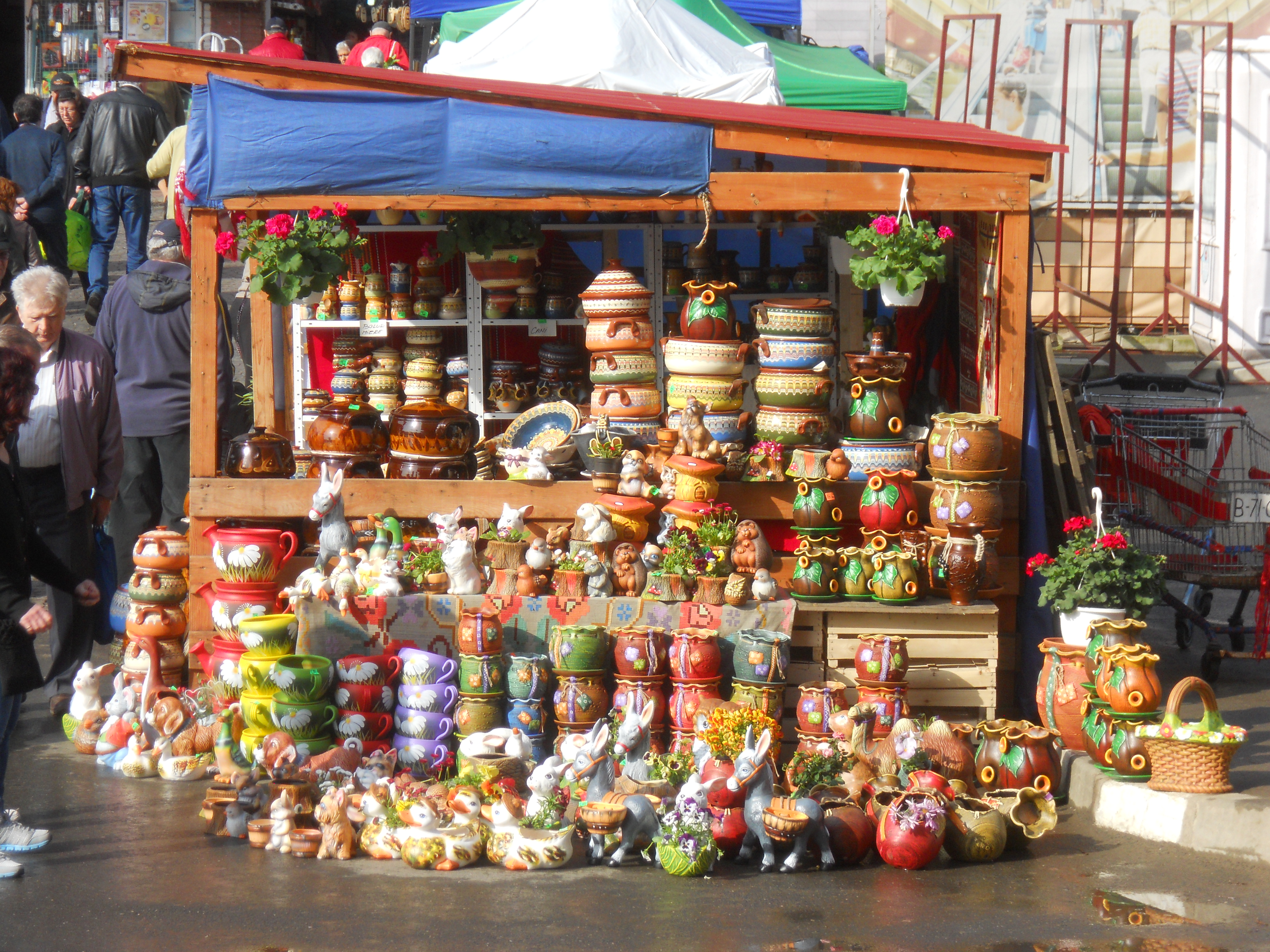
Banco di terrecotte
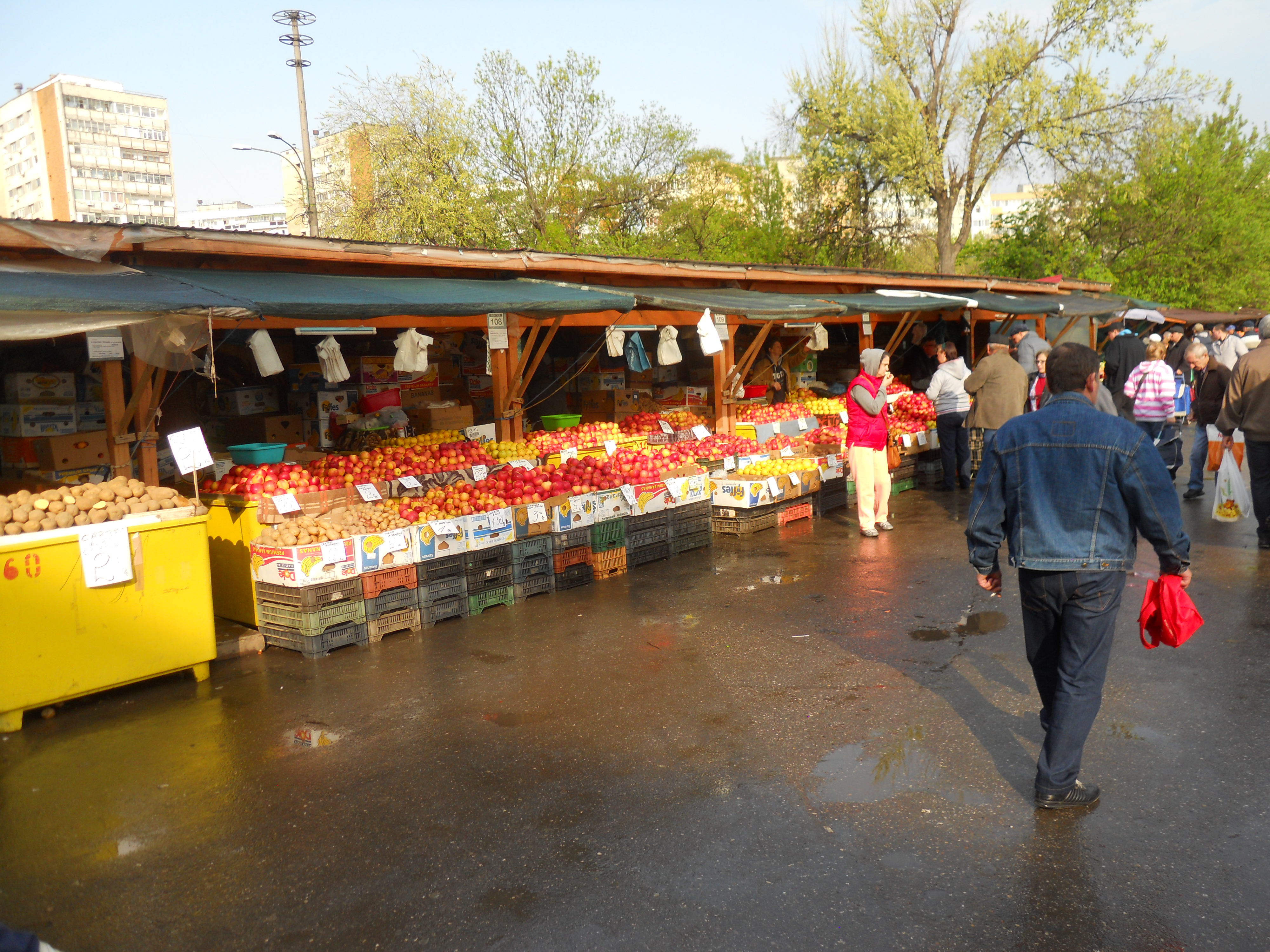
Banchi esterni di frutta
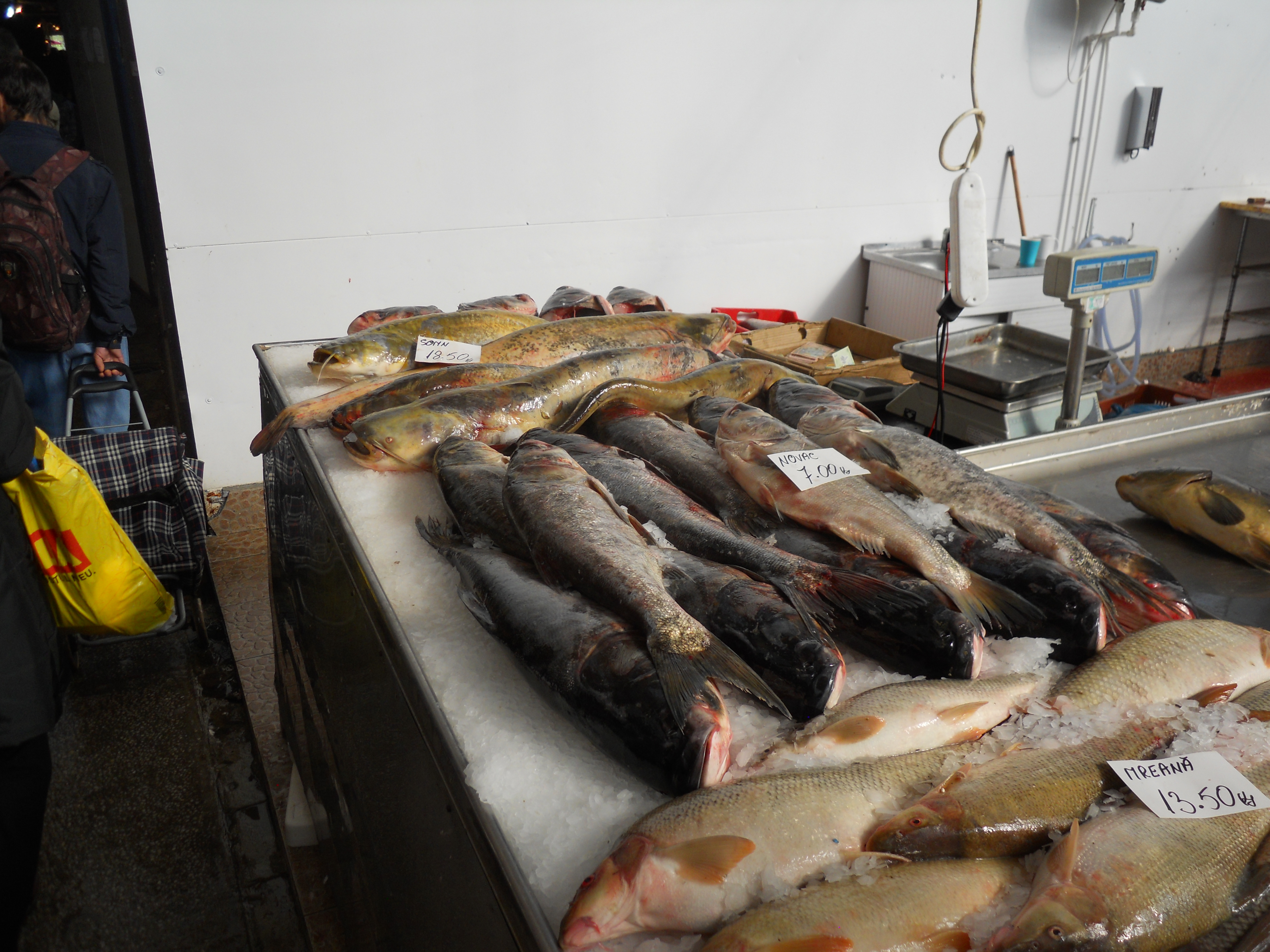
Pesci di fiume
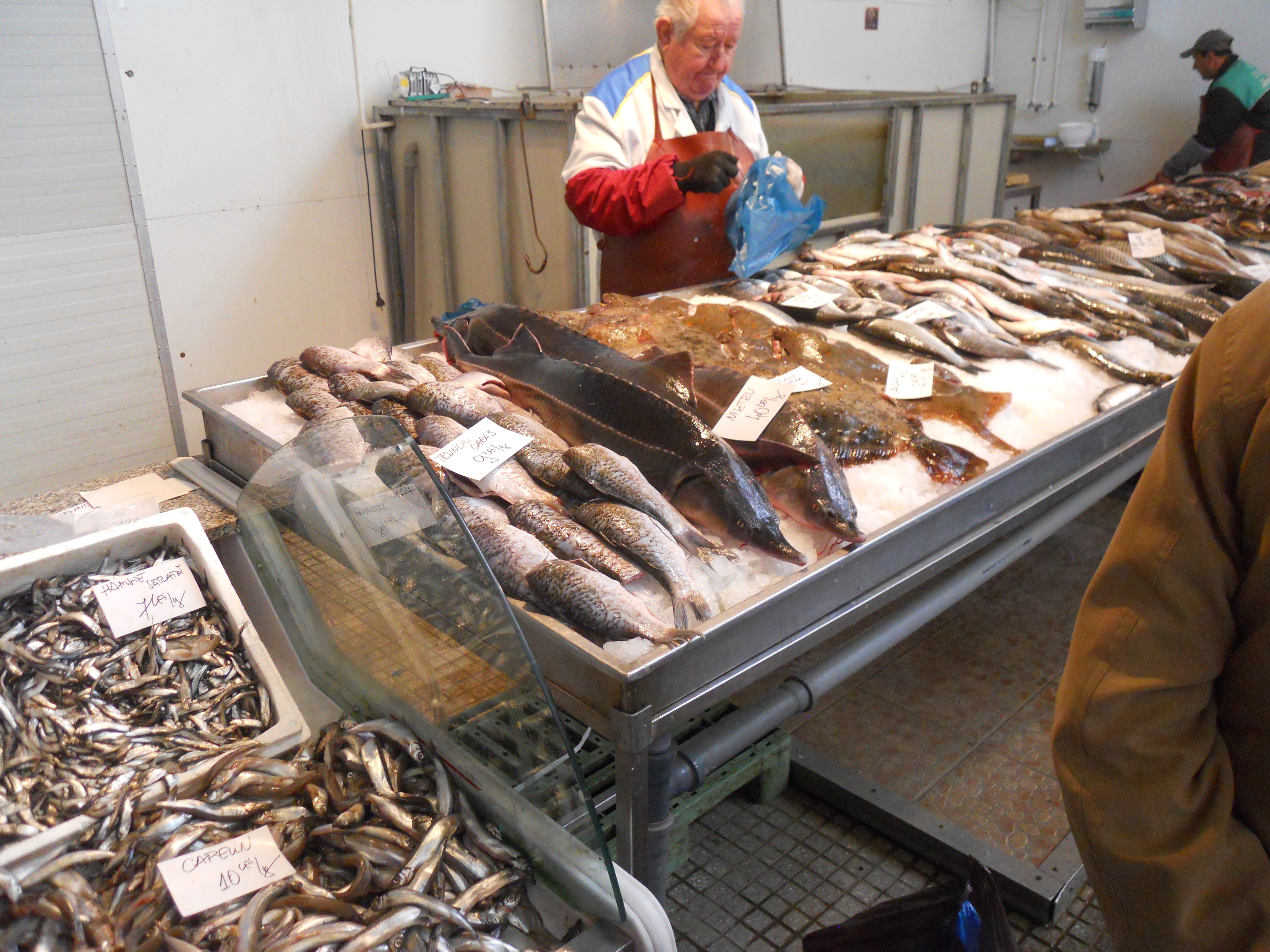
Banco del pesce
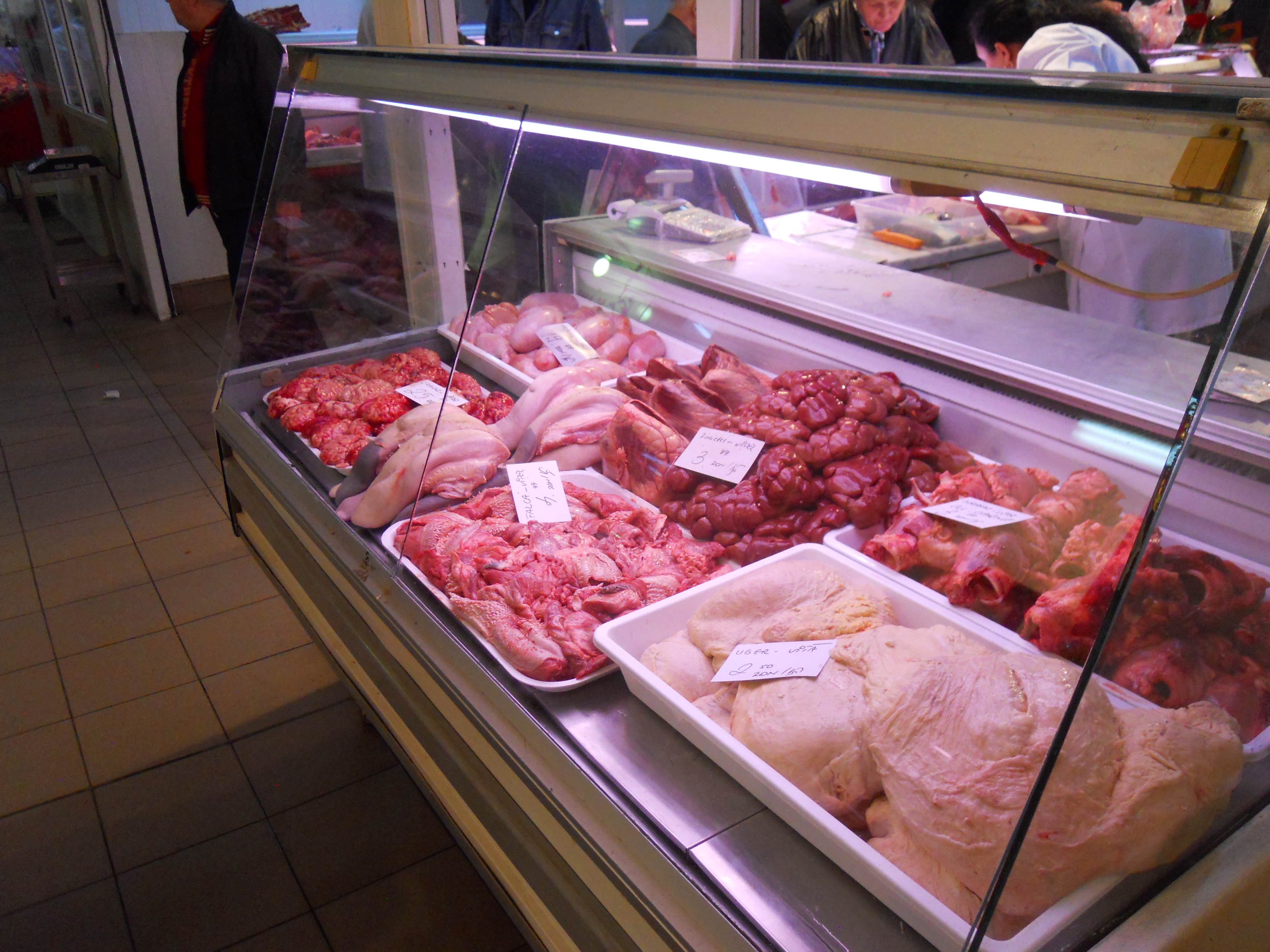
Frattaglie
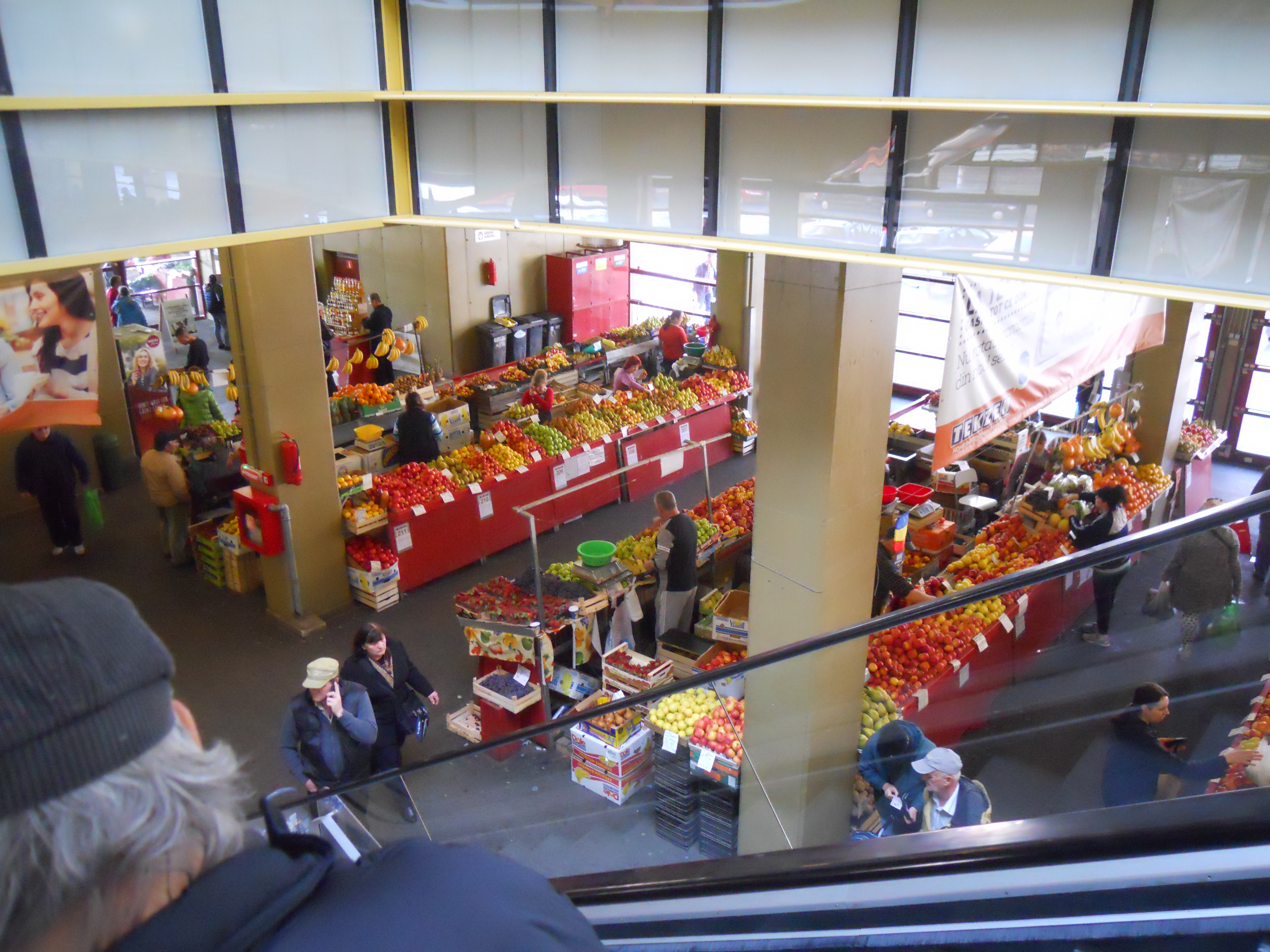
Banchi coperti della frutta